# Saint-Vigor-des-Mézerets
Saint-Vigor-des-Mézerets – miejscowość i dawna gmina we Francji, w regionie Normandia, w departamencie Calvados. W 2013 roku liczba ludności wynosiła 248 mieszkańców. 
W dniu 1 stycznia 2017 roku z połączenia trzech ówczesnych gmin – Lassy, Saint-Jean-le-Blanc oraz Saint-Vigor-des-Mézerets – utworzono nową gminę Terres-de-Druance. Siedzibą gminy została miejscowość Lassy. 